# Amiota rufescens
Amiota rufescens este o specie de muște din genul Amiota, familia Drosophilidae. A fost descrisă pentru prima dată de Oldenberg în anul 1914. Conform Catalogue of Life specia Amiota rufescens nu are subspecii cunoscute.